# Courtes
Courtes is een gemeente in het Franse departement Ain (regio Auvergne-Rhône-Alpes) en telt 232 inwoners (2005). De oppervlakte bedraagt 9,2 km², de bevolkingsdichtheid is 25,2 inwoners per km².

## Bijzondere architectuur
In het nabijgelegen gehucht Saint-Trivier-de-Courtes staat (zie afbeelding), evenals in andere dorpen in de Bresse,  een van de typische Bresse-boerderijen, gebouwd in vakwerkstijl. Een van de kenmerken is de cheminée sarrazine , de Saracenen-schoorsteen. Deze naam werd eraan gegeven door bezoekers van buiten de streek. Dezen hadden afbeeldingen van Oosterse minaretten gezien, en deze schoorstenen deden ze daaraan denken. Van invloed van islamitische architectuur is in werkelijkheid nooit sprake geweest. De boerderij op de afbeelding, de Ferme de la Forêt, dateert uit de 17e eeuw, is sinds 1930 een historisch monument en is ingericht als museumboerderij ( beperkt geopend).

## Demografie
Onderstaande figuur toont het verloop van het inwoneraantal van Courtes vanaf 1962. De cijfers zijn afkomstig van het Frans bureau voor statistiek en bevatten geen dubbel getelde personen (volgens de gehanteerde definitie population sans doubles comptes).
Vanwege een beveiligingsprobleem met de MediaWiki Graph-software is het momenteel niet mogelijk deze grafiek weer te geven. Zodra de software is bijgewerkt zal de grafiek vanzelf weer zichtbaar worden.
1. ↑  Populations de référence 2022.